# Connarus subinequifolius
Connarus subinequifolius là một loài thực vật có hoa trong họ Connaraceae. Loài này được Elmer mô tả khoa học đầu tiên năm 1908.